# 加藤きよみ
加藤 きよみ（かとう きよみ、現姓：中村、1953年3月9日 - ）は、日本の元バレーボール選手。1976年モントリオールオリンピックバレーボール女子金メダリスト。

## 来歴
茨城県出身。那珂湊一高を経て、1971年に日本リーグの日立武蔵（当時）に入団。
1976年、全日本メンバーに選出され、モントリオールオリンピックにおいて金メダルを獲得した。日本リーグでも4年連続でベスト6賞を獲得。

## 球歴
- 全日本代表としての主な国際大会出場歴
  - オリンピック - 1976年

## 受賞歴
- 1973年 - 第6回日本リーグ ベスト6
- 1974年 - 第7回日本リーグ サーブ賞、ベスト6
- 1975年 - 第8回日本リーグ ベスト6
- 1976年 - 第9回日本リーグ ベスト6

## 所属チーム
- 那珂湊一高
- 日立武蔵/日立（1971-1976年）